# Пылёвка
Пылёвка (Пылевка) — посёлок в Панинском районе Воронежской области. Входит в состав Краснолиманского сельского поселения.

## География
Посёлок расположен в западной части поселения у реки Тамлык.
Улица одна: Пылевская.

## История
Основание населенного пункта относится к середине XVIII века, когда по берегам реки Тамлык возникло несколько хуторов. В начале XX века считался совместно с селом Усманские Выселки.

## Население
| 2000 | 2005 | 2010 |
| ---- | ---- | ---- |
| 16   | ↘13  | ↘1   |

В 1900 году проживали 1307 человек на 200 дворах.
В 2007 году численность населения посёлка составляла 8 человек.

## Инфраструктура
К 1900 году было общественное здание, шесть кирпичных лавок, кузница, винная и две мелочные лавки.